# Крисаченко Валентин Семенович
Крисаченко Валентин Семенович (8 вересня 1953, Тополі, Гайворонський район Кіровоградська область) — доктор філософських наук. Заслужений діяч науки і техніки України.

## Біографія
Валентин Крисаченко народився у багатодітній родині залізничника та колгоспниці. Був останньою, восьмою дитиною. У 1973 році поступив на біологічний факультет Чернівецького
держуніверситету. Після його закінчення у 1976 році два роки працював у Чернівцях — старшим лаборантом Інституту захисту рослин.
У 1978 році поступив в аспірантуру Інституту філософії АН УРСР, після закінчення якої у 1981 році захистив кандидатську дисертацію «Теоретико-пізнавальні функції еколого-еволюційного підходу в біології». Після аспірантури працював в Інституті, у 1991 році захистив докторську дисертацію «Філософський аналіз еволюціонізму».
Паралельно викладав у студентам у Київському національному університеті ім. Тараса Шевченка, Військовому гуманітарному інституті, Міжрегіональній академії управління персоналом, Українському інституті підвищення кваліфікації керівних кадрів освіти, Києво-Могилянській академії. У 1996 році йому було присуджене звання професора.
У 1992—2000 роках очолював ти сумісництвом відділ психології та методології творчості (згодом перейменований у відділ філософськосвітоглядних проблем українознавства) Інституту українознавства Київського університету. У 1997 йому було присвоєно звання академіка Української академії політичних наук.
У 2001 року перейшов у Національному інституті стратегічних досліджень при Адміністрації Президента України на посаду головного консультанта, через рік очолив відділ загальних проблем національної безпеки. З 2005 року також очолює відділ геополітики та геостратегії Науково-дослідного інститут українознавства.
З 2007 року в Національному Інституті проблем міжнародної безпеки при РНБО України, спочатку державний експерт відділу гуманітарної політики та безпеки, згодом — радник директора Інституту. Згодом очолив відділ військово-патріотичного виховання Науково-дослідного інститут українознавства.

## Наукова діяльність
Сферу наукових вченого складає історія філософії та філософія науки, етнополітика, біосферологія, антропологія, історія Криму, українознавство. Займається розробкою моделей суспільного розвитку України, займається науковою експертизою законопроєктів, правових актів. 
Автор понад 300 наукових праць, у тому числі 12 монографій та 9 підручників.